# Quintus Aurelius Symmachus Eusebius
Quintus Aurelius Symmachus Eusebius (asi 345 – po 402 před 415), byl římský spisovatel, řečník a státník.
Vystudoval rétoriku. Vojenskou službu konal v Galii a po ní odešel do státních služeb. Kde se stal v roce 384 prefektem města Řím a roku 391 se stal konzulem.
Byl odpůrcem křesťanství a všemožně se snažil podporovat původní římské náboženství a kulturu. Všeobecně byl uznáván především pro řeči, které pronesl na soudech a před císařem. Řeči, které pronášel před císařem lze tematicky zařadit do oslavných projevů.
Zachovalo se několik jeho projevů a korespondence (přes 900 dopisů), kterou uspořádal jeho syn.